# 廖鏡明
廖鏡明（？年—？年），字洞秋，四川省鄰水縣人。曾任戶部山東司主事、山西司員外郎、陝西司郎中、記名御史，截取繁缺知府。

## 生平
由廩生中式咸豐九年（1859年）己未恩科鄉試，同治二年（1863年）癸亥恩科三甲第71名進士，以部屬用籤分戶部。同治八年（1869年）學習期滿，奏留。光緒七年（1881年）補戶部山東司主事，九年（1883年）補山西司員外郎，十一年（1885年）11月補陝西司郎中。同年可任繁缺知府，11月24日吏部帶領引見奉硃筆圈出照例用。
據《越縵堂日記》光緒十二年四月十八日：「閱今日點用御史名單：自第一名至十六名止，光甫（即胡仁耀，胡愈之祖父）及金忠甫（即金保泰，同治十年進士）皆得記名，徐亞陶（即徐寶謙，光緒六年進士）名在十八與十七之戶部廖員外鏡明、二十之戶部吳員外澍霖（同治元年進士），皆不得用。三君皆年七十有餘矣」。」